# 方駿暉
方駿暉（英語：Fong Chun-fai，？—），人稱方Sir，原名劉志強，香港馬評人，香港賽馬電視節目主持。1984年畢於於香港中文大學崇基學院社會學系，曾於九龍鄧鏡波學校任教經濟及英文科，同時以撰稿人身分，在《快報》撰寫賽馬版專欄。1991年，方駿暉離開教育界，加入《賽馬勝經》，任職馬經部經理，成為全職馬評人，先後在《信報》、《天天日報》、《跑馬雙週刊》、《蘋果日報》及《星島日報》撰寫馬評。
方駿暉於1995年與前騎師洪維德在香港有線電視18台主持賽馬節目，被譽為「方世玉與洪熙官」，其後無綫電視於1997年獲得賽馬節目轉播權，方洪兩人同時轉往該台主持賽馬節目。亞洲電視於2001年重新獲得轉播權，方駿暉返回有線電視18台，繼續擔任賽馬節目主持人。他亦在香港多份報章撰寫馬經專欄，以步速、賽績統計等科學方法分析賽馬，其中研究賽馬理論包括「馬房變倍器」、「新馬短頭落敗、鬥心敗壞」、「群駒密攏過終點、不能作準」、「單打獨鬥，賽績優秀」、「同日同程時間比較」、「起雙飛比代支好熔」等，向讀者提供貼士及解讀賽績。
方Sir會在其評馬節目推出「18馬膽」，為全日重心，曾試過連續十多個賽日中一個「位置」。
2016年，方Sir在有線評馬節目中突大叫「紅海灣」，為觀眾及馬迷所熱議。
2016年夏季，轉投星島新聞集團黃以文（千博士）旗下，撰寫賽馬資訊，結束與蘋果日報合作關係。
2019年10月1日，方駿暉加盟myTV SUPER 18台。

## 資料來源
1. ↑  .   [2009-03-20]. （原始内容存档于2018-07-05）.
2. ↑  .   [2018-12-14]. （原始内容存档于2018-12-15）.
3. ↑  .   [2018-12-14]. （原始内容存档于2018-12-15）.
4. ↑  .   [2019-10-02]. （原始内容存档于2019-10-18）.